# .to
.to és el domini de primer nivell territorial (ccTLD) del regne de Tonga.
El govern de Tonga ven dominis del seu territori a qualsevol que hi estigui interessat. Com que to és una preposició molt freqüent en anglès (equival a a en català), es va fer popular de fabricar URLs fàcils de recordar aprofitant-ho; els serveis de redirecció (com per exemple go.to, és a dir, vés a) en són un ús popular. D'altres gràcies amb el domini que no utilitzen to com a preposició inclouen el web de l'expert en criptografia Daniel J. Bernstein, cr.yp.to, l'empresa de desenvolupament de webs Potato p.ota.to, i serveis d'intercanvi de fitxers com uloz.to (que vol dir "desa-ho" en txec).
El domini l'administra el Tonga Network Information Center (Tonic).
La ciutat de Toronto, a Ontario, Canadà, utilitza l'abreviatura TO. Per aquest motiu, algunes petites empreses de Toronto utilitzen l'extensió .to en comptes del .ca del Canadà.
Com que els dominis .to són de pagament, s'hi poden fer totes les operacions normals de DNS sense restriccions, i els webs no han de posar anuncis gestionats pel registrador. Alguns dominis són gratuïts, com els .edu.to, però només per a institucions educatives de Tonga. En aquest moment, les empreses registrades a Tonga també tenen el domini gratuït.
.to és un dels pocs dominis territorials de primer nivell que no tenen (oficialment) una base de dades pública whois que doni informació de qui registra.